# 다카사고정
다카사고정(高砂町)은 효고현 가코군에 설치되었던 정이다. 현재의 다카사고시에 해당한다.